# غلايكوجين

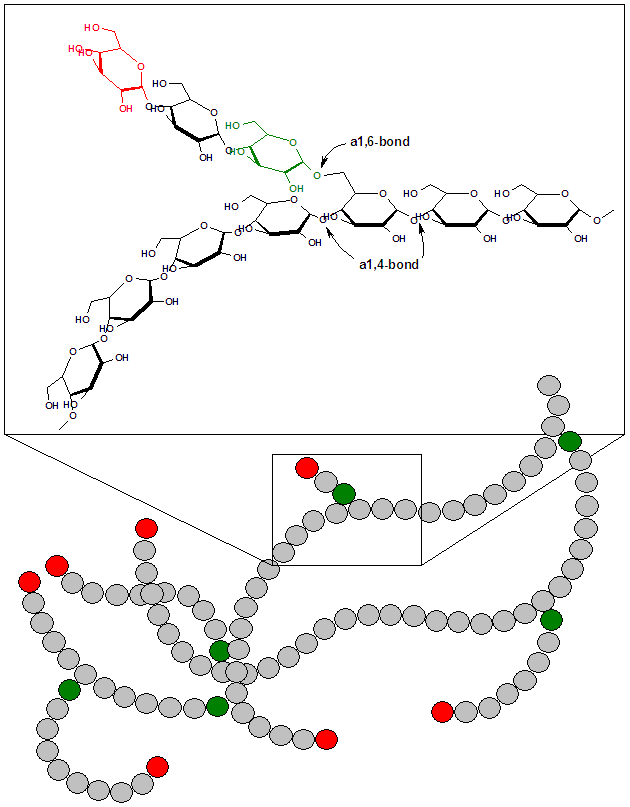
بنية جزيء الجلايكوجين

الجلايكوجين أو الجليكوجين (غلايكوجين)  (الإنجليزية: glycogen) بوليمر متعدد الوحدات، يشكل الجلوكوز وحدة البناء الأساسية في هذا الجزيء الذي يعمل كمخزن للطاقة في الحيوانات والفطريات.
ترتبط كل وحدة غلوكوز مع الوحدة التي تليها بروابط من نوع آلْفَ (4,1)، في حين تتكون التفرعات من روابط (6,1). عندما تقل نسبة الغلوكوز في الدم، تبدأ عملية تحطيم الجلايكوجين إلى الوحدات الأساسية المكونة له، الغلوكوز. في حين تتم عملية عكسية لتحويل جزيئات الغلوكوز إلى جلايكوجين، عندما ترتفع نسبة الغلوكوز في الدم. الأنسولين هو الهرمون المسؤول عن تكوين الجلايكوجين في جسم الإنسان، أَمّا الكبد والعضلات فهما العضوان المسؤولان عن تخزينه.

## أيض الغلايكوجين

### تكون الغلايكوجين
هي عملية تصنيع تحدث داخل الخلايا حيث يتم بناء الغلايكوجين من الجلوكوز.

#### مكان الحدوث
يعتبر سيتوسول خلايا الكبد والعضلات المكان الرئيس لحدوث هذه العملية. حيث تشكل خلايا الكبد من 8-10% من وزن الغلايكوجين المتكون، أما العضلات فتشكل من 1-2% من وزنه. أما بالنسبة لبقية الخلايا الأخرى فهي تقوم بتصنيع كميات دقيقة وقليلة من الغلايكوجين.

#### خطوات تكون الغلايكوجين
تبدأ عملية تكون الغلايكوجين من يوريدين الغلوكوز ثنائي الفوسفات (UDPG) بوجود أنزيمين:
1-	الإنزيم المصنع للغلايكوجين (Glycogen Synthase):
يعد هذا الإنزيم الإنزيم الأساسي في تصنيع الغلايكوجين. حيث يحفز انتقال وحدات الغلوكوز من يوريدين الغلوكوز ثنائي الفوسفات إلى ما يمسى بـالغلايكوجين الابتدائي (Glycogen primer)، وبالتالي يؤدي إلى ارتباط ذرة الكربون الأولى من الغلوكوز المُنتقل بذرة الكربون الرابعة للجلوكوز الأخير الموجود في سلسلة الغلايكوجين الابتدائي وترتبط برابطه «ألفا-4,1 رابطه غليكوزيدية».
هذه العملية يمكن أن تتكرر أكثر من مرة مما يؤدي إلى استطالة في الغلايكوجين الابتدائي حتى يصل كحد أدنى إلى 11 وحدة غلوكوز، وتسمى السلسلة بـ سلسلة الغلايكوجين غير الناضجة، ثم يأتي دور الإنزيم المتفرع.
2-	الإنزيم المتفرع او المتغصن (branching enzyme):
يقوم هذا الإنزيم بعملية نقل لجزء من سلسلة الغلايكوجين غير الناضجة (الجزء المنقول يتكون كحد أدنى من 6 وحدات غلوكوز) لربطه بأقرب سلسلة برابطة «ألفا-6,1 رابطه غليكوزيدية» ليشكل نقطة تفرع أخرى، تعمل كنقطة بداية لتكرار عمل الإنزيم المصنع للغلايكوجين.
وهكذا تستمر عملية تصنيع الغلايكوجين.

#### تنظيم عملية تكون الغلايكوجين
يتم ذلك بعدة طرق منها:
1-	تعديل الرابط التساهمية بواسطة الهرمونات: يتواجد الإنزيم المصنع للغلويكوجين (Glycogen synthase) على شكلين، الأول أن يكون نشط (على شكل ألفا) وهو ما يطلق عليه أثر الأنسولين. أو يكون على شكل غير نشط (على شكل بيتا) وهو ما يطلق عليه أثر الغلوكاغون على الكبد وأثر الأدرينالين على الكبد والعضلات.
2- تنظيم تفارغي: ويتم ذلك إما عن طريق الغلايكوجين نفسه أو عن طريق الجلوكوز سداسي الفوسفات.

## أهمية الغلايكوجين
1-	غلايكوجين الكبد: يعمل كاحتياطي من الجلوكوز يساعد في الحفاظ على نسبة سكر الدم وخاصة بين الوجبات الغذائية، وبعد 12-18 ساعة من الانقطاع عن الطعام فإن غلايكوجين الكبد ينضب وينتهي.
2-	غلايكوجين العضلات: يعمل كاحتياطي وقود لتصنيع الأدينوسين ثلاثي الفوسفات (ATP) ضمن نفس العضلة وخاصة أثناء الانقباض، وينضب هذا الغلايكوجين بعد القيام بتمرينات عضلية لفترة طويلة.

## المَصادر
- Medical Biochemisrty , 1st year . The Staff Members of Alexandria University .
- كتب المناهج الفلسطينية - 2014/2015
- Principles of Biochemistry [5th], Lehninger